# Amity Shlaes
Amity Shlaes (ur. 10 września 1960) – amerykańska pisarka i dziennikarka.

## Życiorys
W 1982 roku ukończyła studia na Uniwersytecie Yale, a w 2008 roku została wykładowczynią historii gospodarczej na New York University Stern School of Business. Pisała także felietony dla czasopisma Forbes.
Laureatka Bastiat Prize z 2002 roku. Autorka bestsellerów Coolidge, The Forgotten Man i The Greedy Hand.